# Renato Guttuso

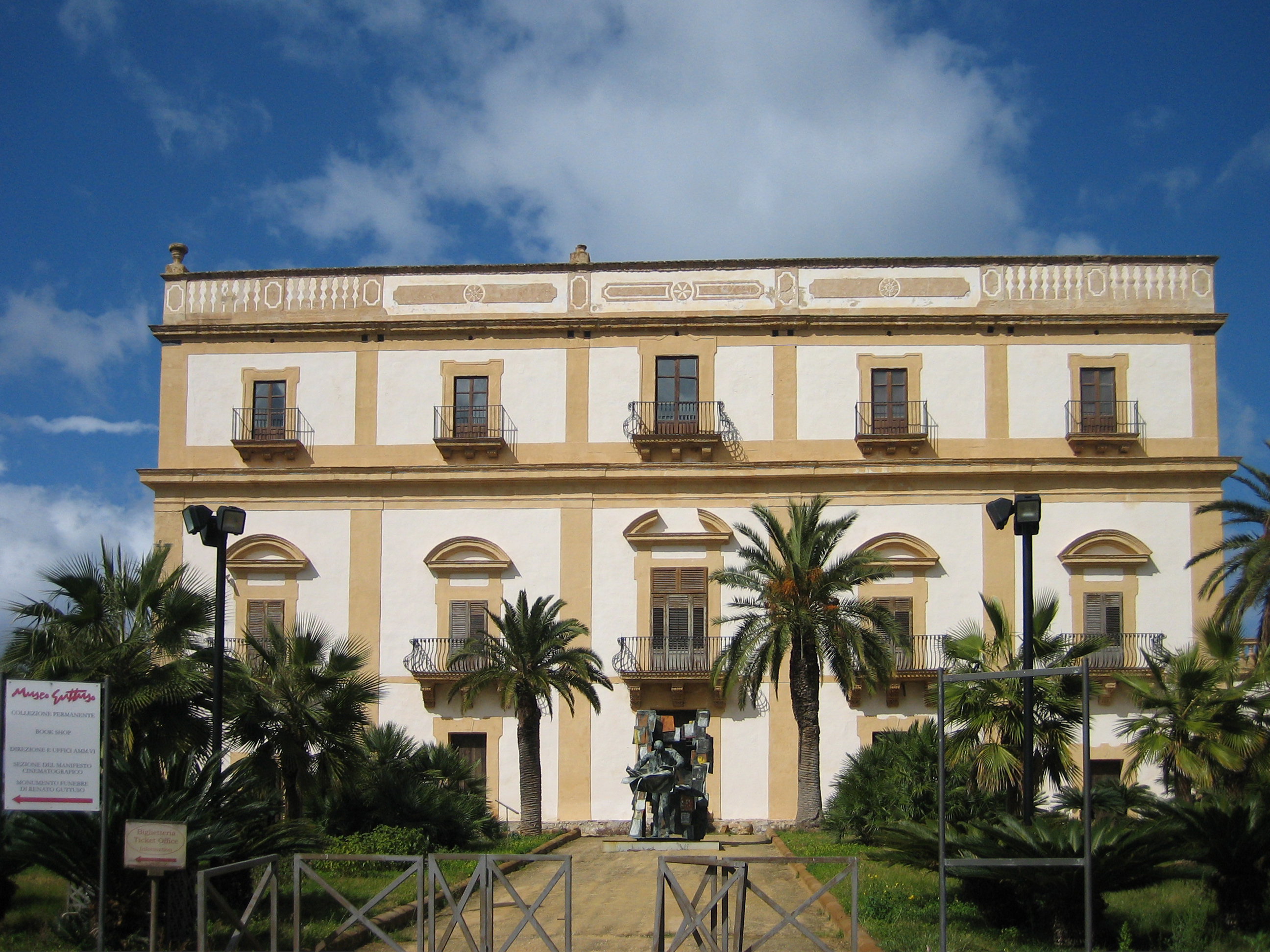
Muzeum Renato Guttuso w Bagheria

Renato Guttuso (ur. 26 grudnia 1911 w Bagheria na Sycylii, zm. 18 stycznia 1987 w Rzymie) – włoski malarz i scenograf tworzący w XX wieku. 

## Życiorys
Urodził się w rodzinie Gioacchino Guttuso, geodety, i Giuseppiny d'Amico. Zachęcony przez ojca – akwarelistę amatora – uczył się malowania u miejscowego rzemieślnika, zajmującego się zdobieniem powozów. Po maturze rozpoczął studia prawnicze. Malarz-futurysta z Palermo, Pippo Rizzo wprowadził go do środowiska malarzy. Od roku 1929 rozpoczął publikacje artykułów o sztuce w czasopismach Il Selvaggio, L'Ora i Emporium. W roku 1931 przerwał studia prawnicze i przeniósł się do Rzymu. 
W latach 1935–1936 odbył służbę wojskową. Zaprzyjaźnił się z kręgiem artystów o poglądach antyfaszystowskich, jak Giacomo Manzù, Elio Vittorini i Salvatore Quasimodo. W roku 1938 otrzymał reprodukcję obrazu Pablo Picasso Guernica, która zdecydowała o jego politycznym zaangażowaniu. W roku 1940 został członkiem podziemnej Włoskiej Partii Komunistycznej. Po wojnie został członkiem grupy włoskich malarzy-realistów, wywodził się z utworzonej przed wojną mediolańskiej grupy „Corrente” (należeli do niej Armando Pizzinato, Aldo Borgonzoni, Ernesto Treccani). Zajął się też scenografią. Od roku 1948 uczestniczył siedmiokrotnie w Biennale w Wenecji.
Był członkiem Komitetu Centralnego Komunistycznej Partii Włoch (od 1951) i Światowej Rady Pokoju. W 1948 roku pełnił funkcję członka prezydium Światowego Kongresu Intelektualistów we Wrocławiu.
W 1952 roku otrzymał Nagrodę Państwową II stopnia za ilustracje do książki Juliana Stryjkowskiego pt. Bieg do Fragala.
W latach 1966–1968 był profesorem Akademii Sztuk Pięknych w Rzymie, a następnie Wyższej Szkoły Sztuk Pięknych w Hamburgu. W 1971 roku otrzymał tytuł doktora honoris causa Uniwersytetu w Palermo. W 1972 roku za swoją działalność artystyczną został uhonorowany Międzynarodową Leninowską Nagrodą Pokoju, w 1976 został senatorem z ramienia Włoskiej Partii Komunistycznej, ponownie został wybrany na stanowisko senatora w 1979. 
Jego obrazy znajdują się w kolekcji Muzeum Narodowego w Warszawie.

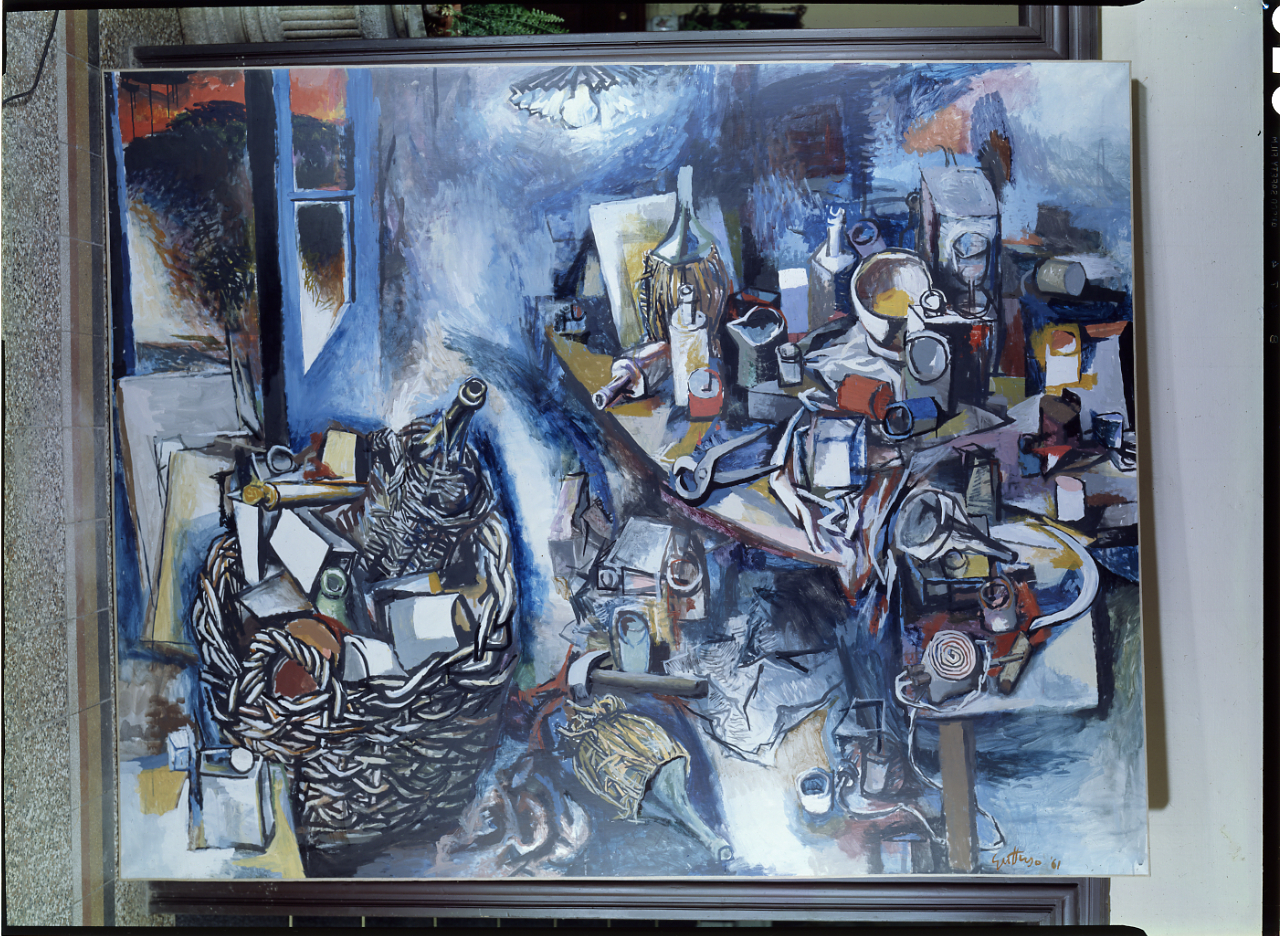
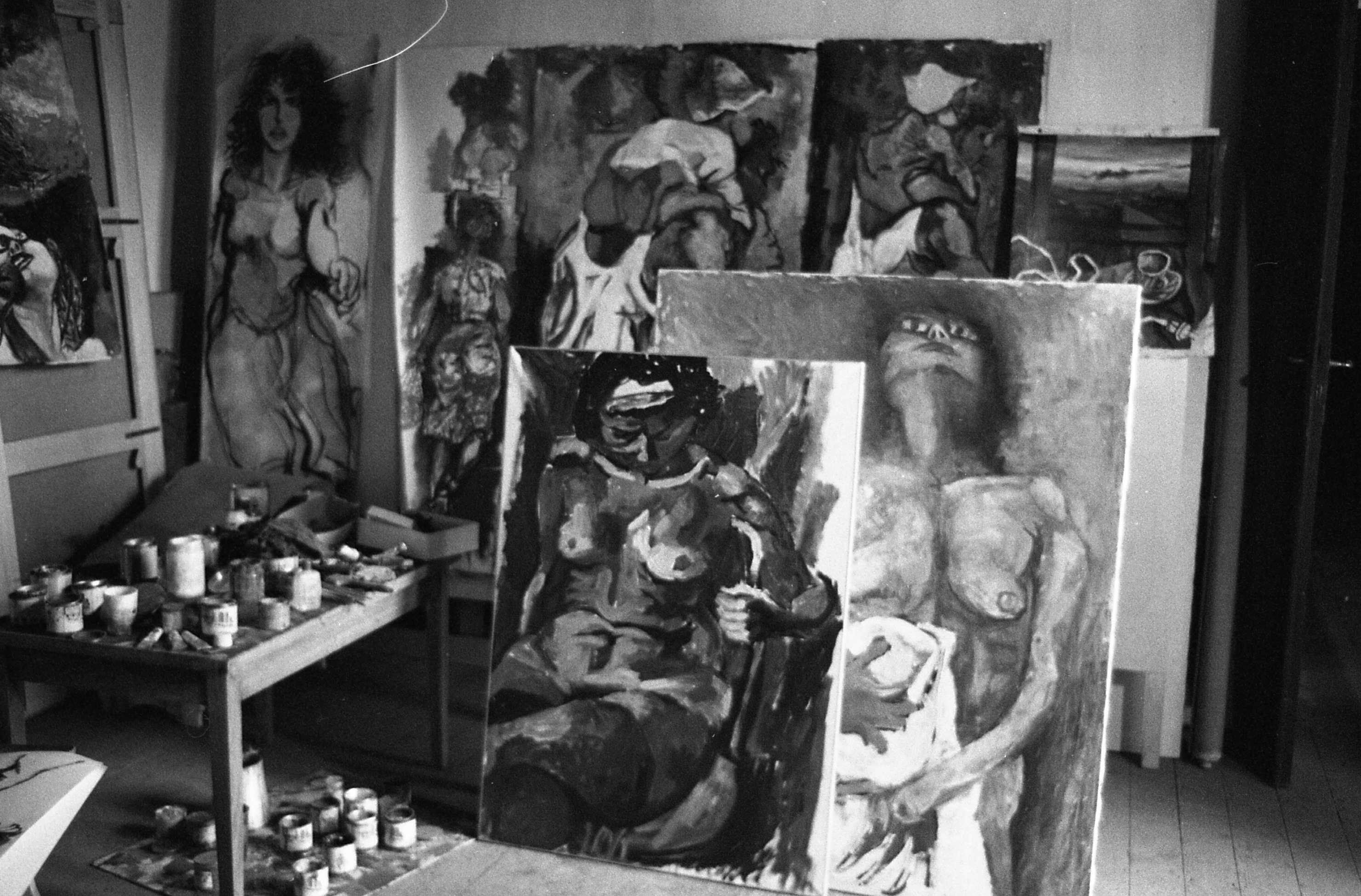
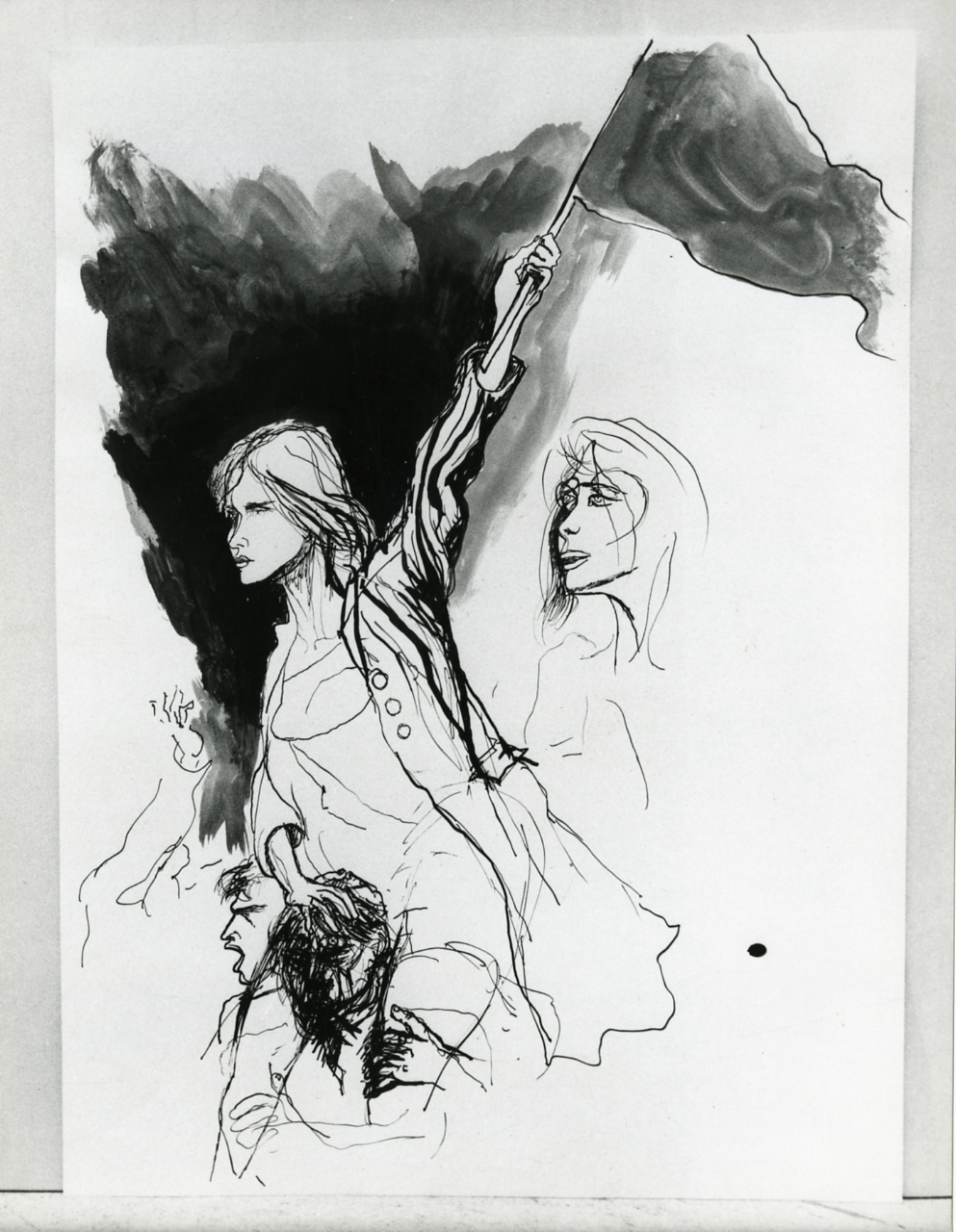
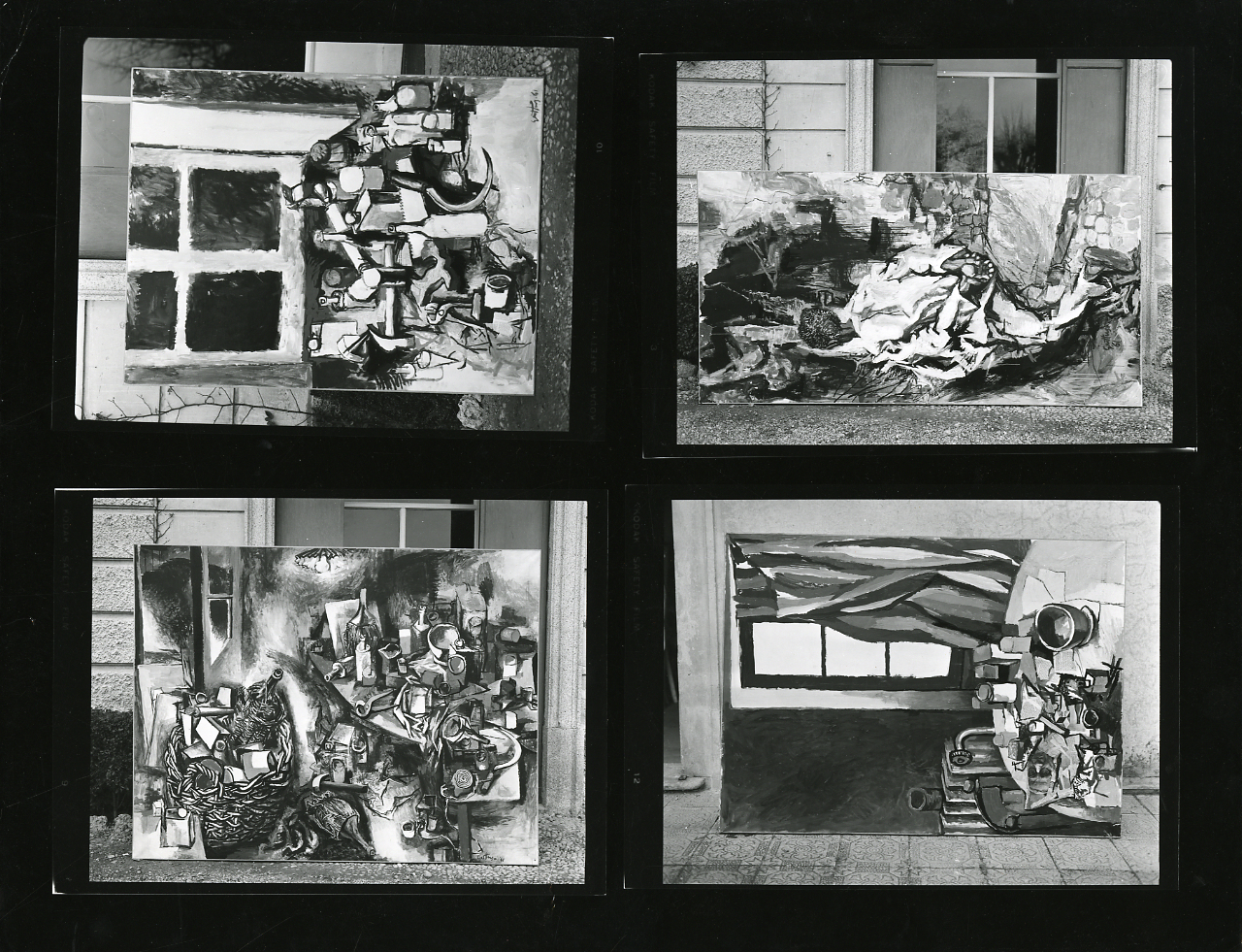
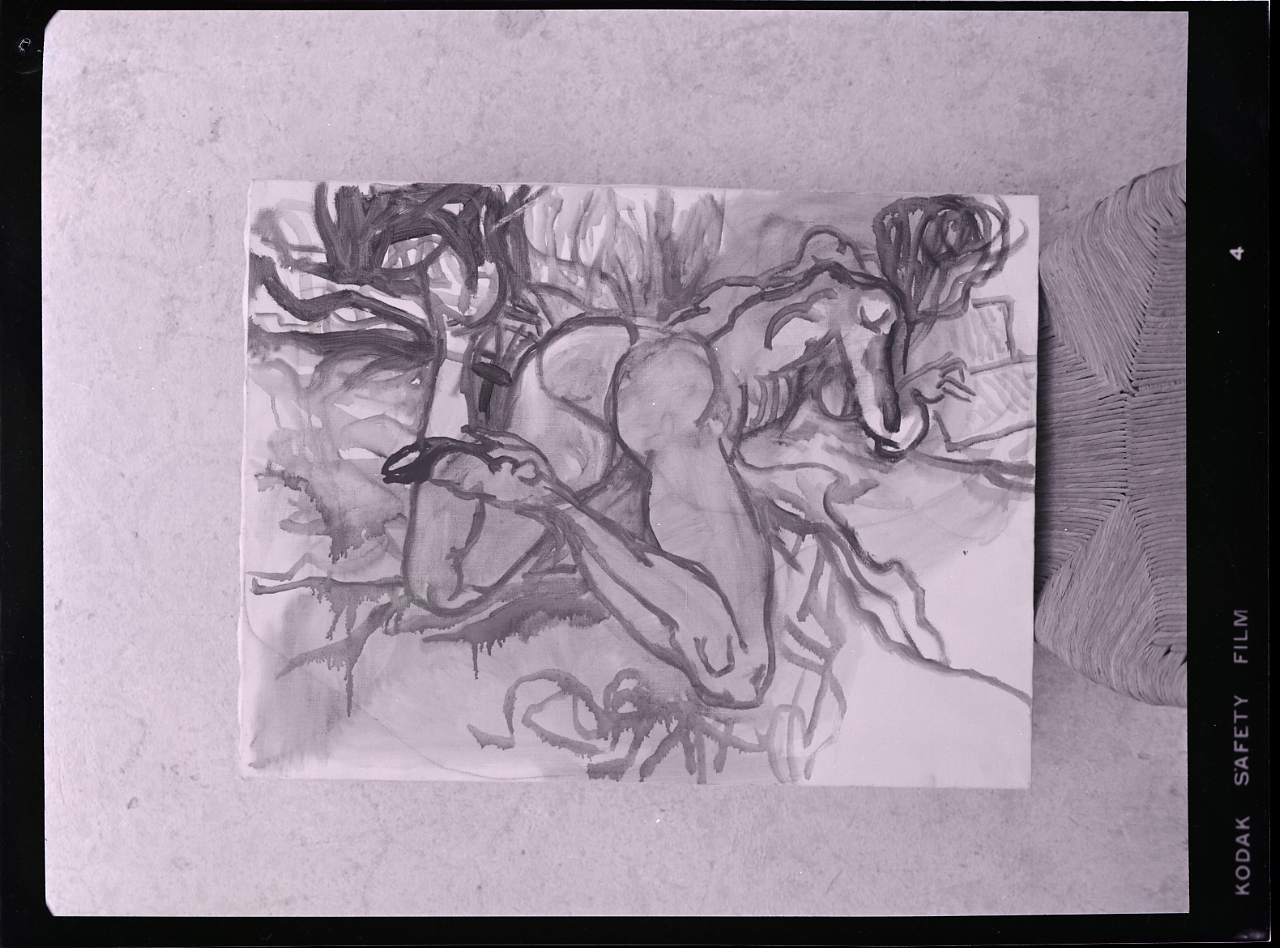
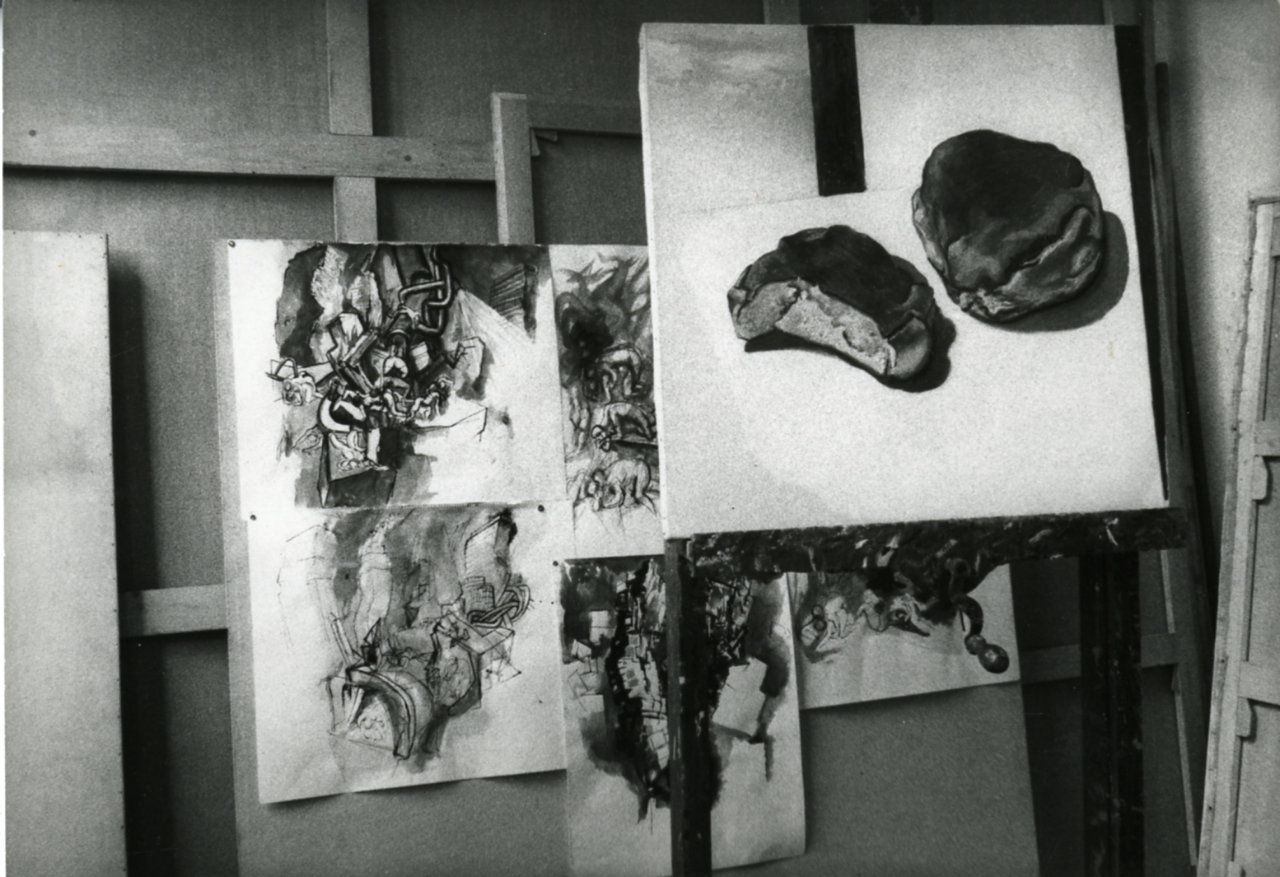
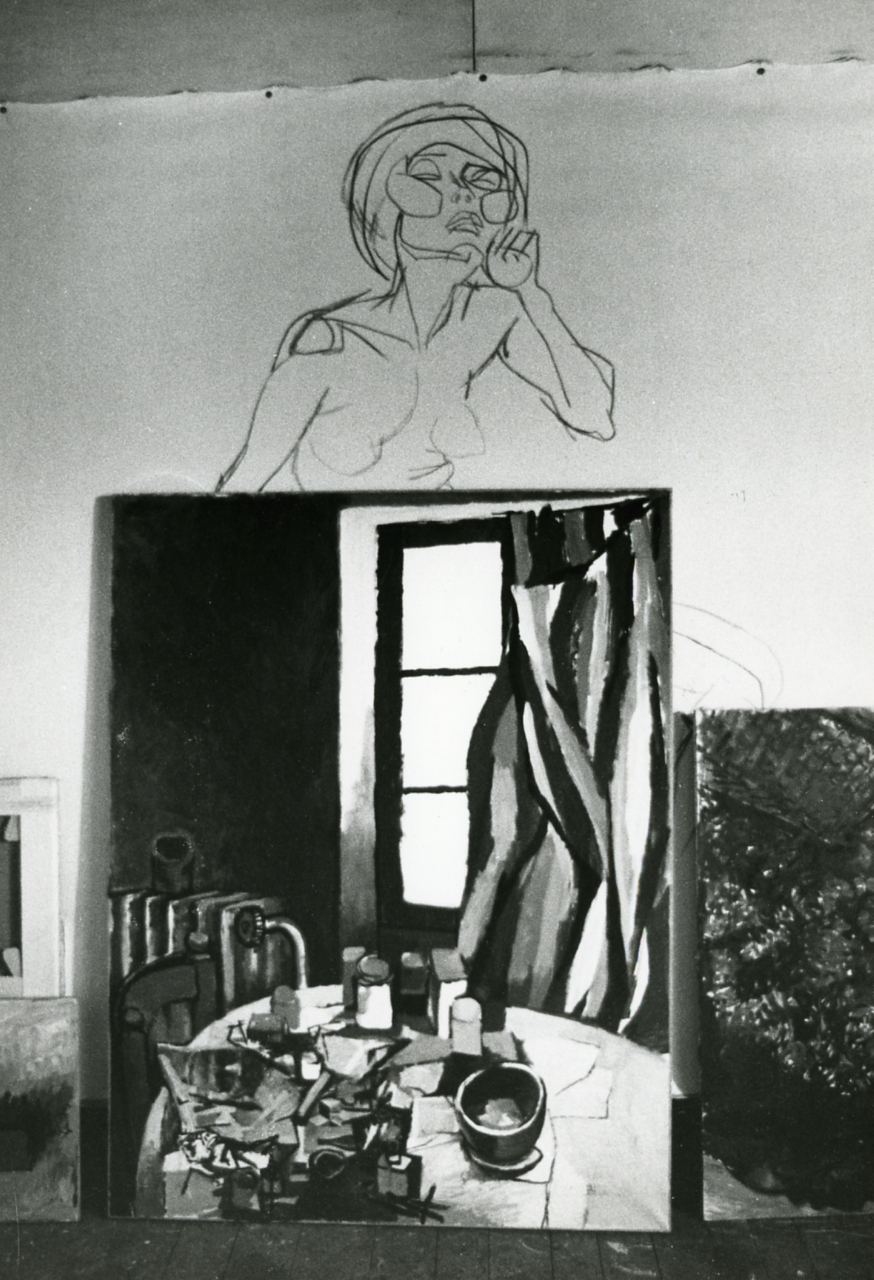
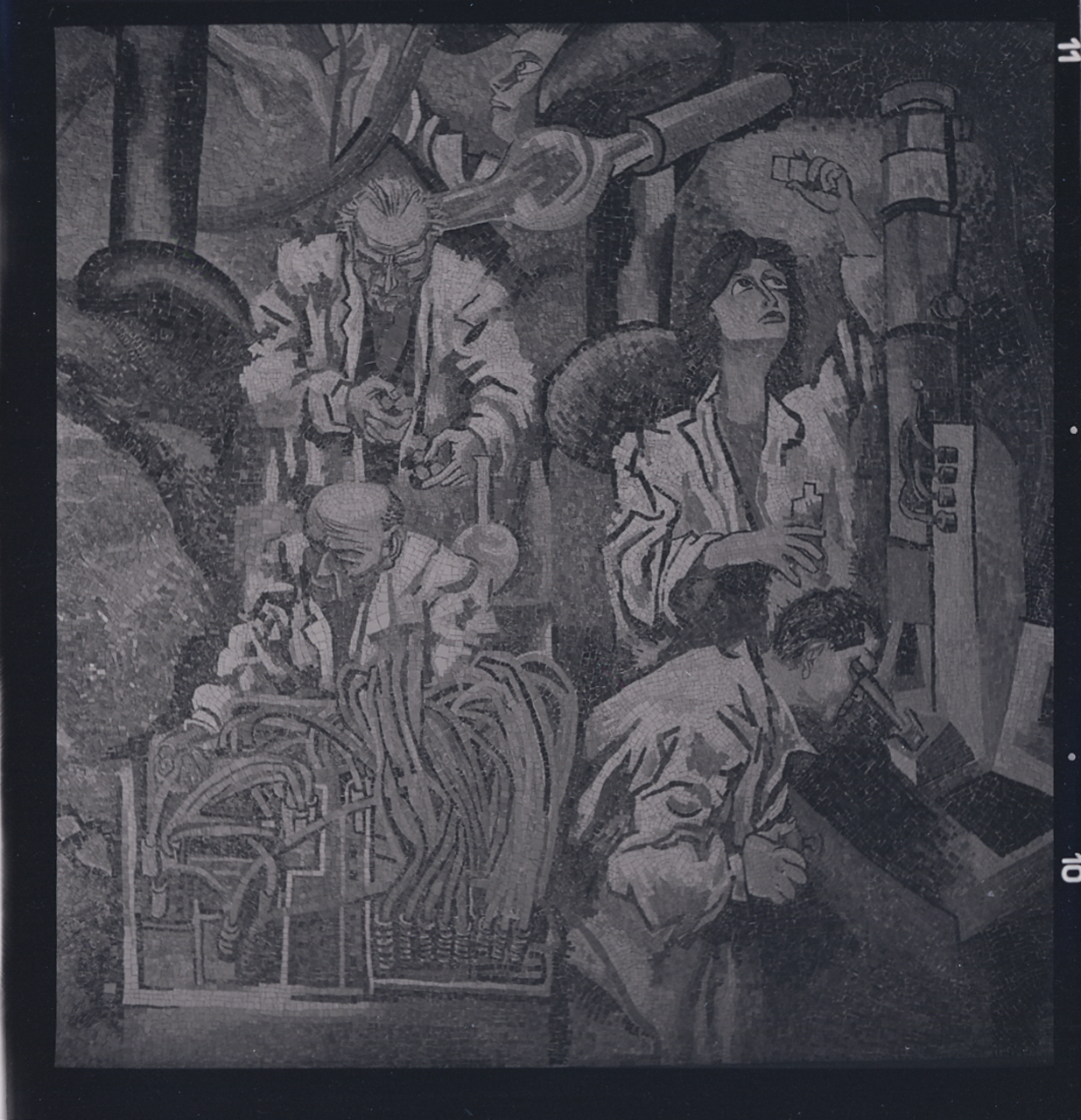
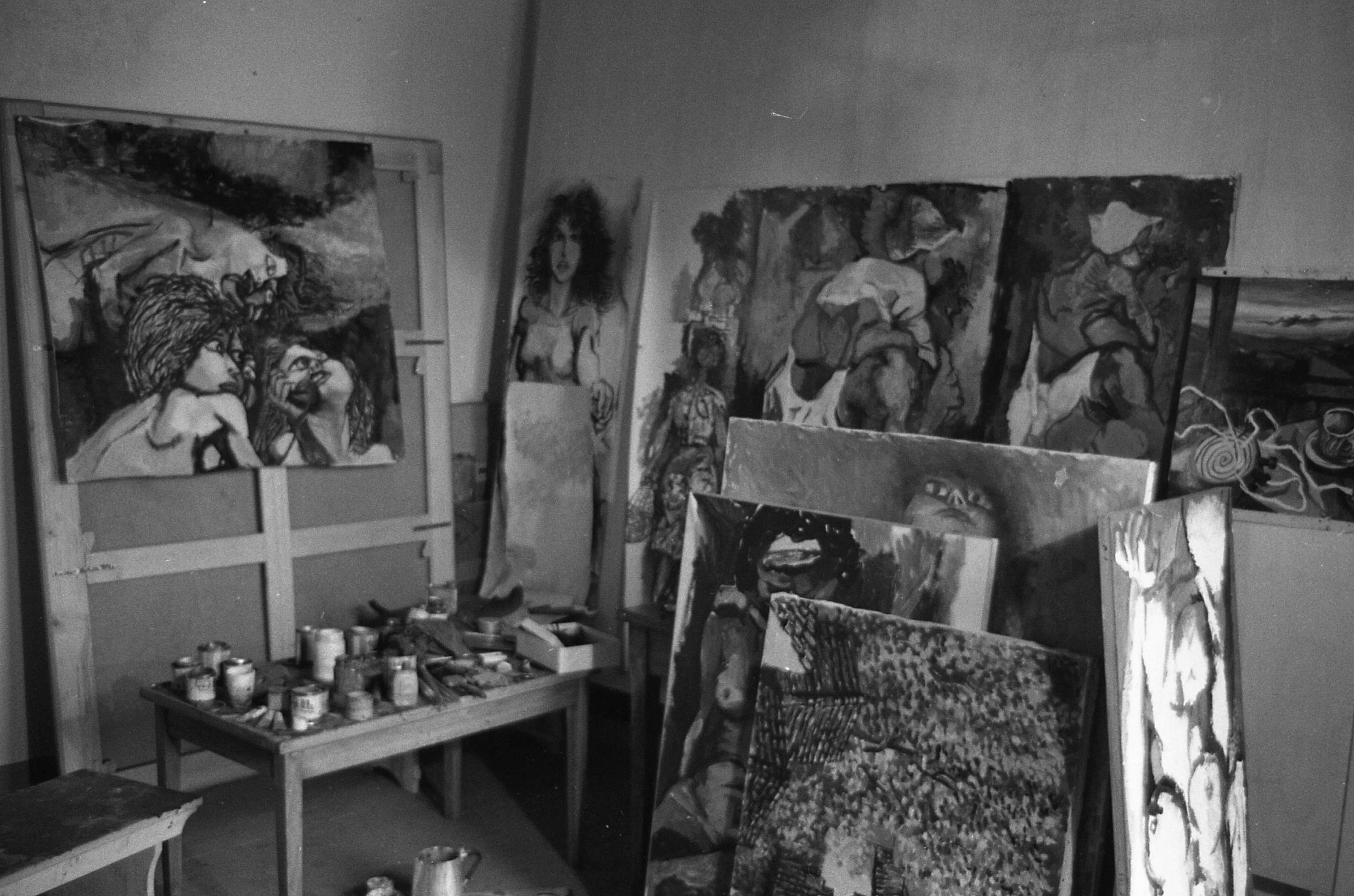
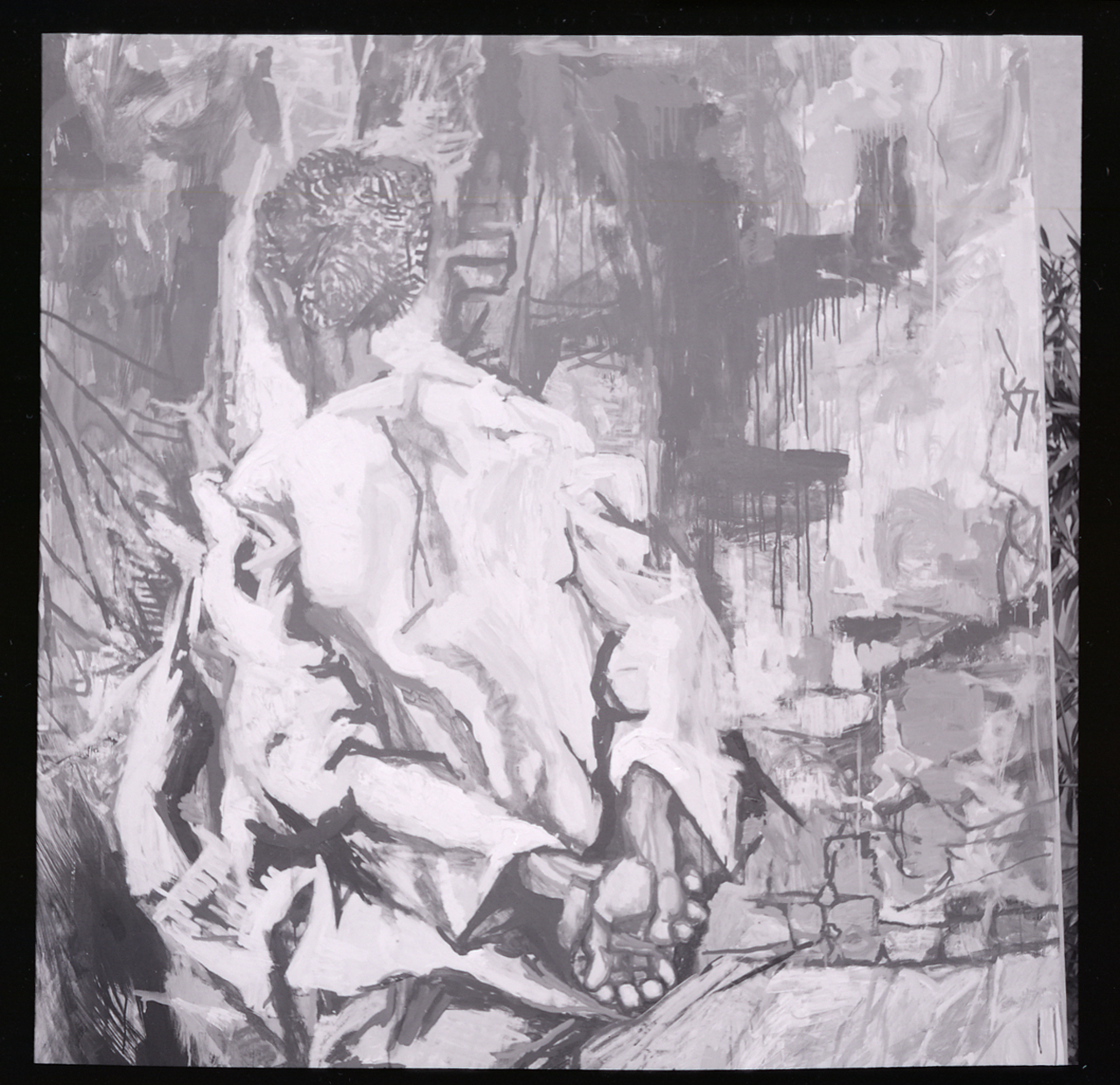
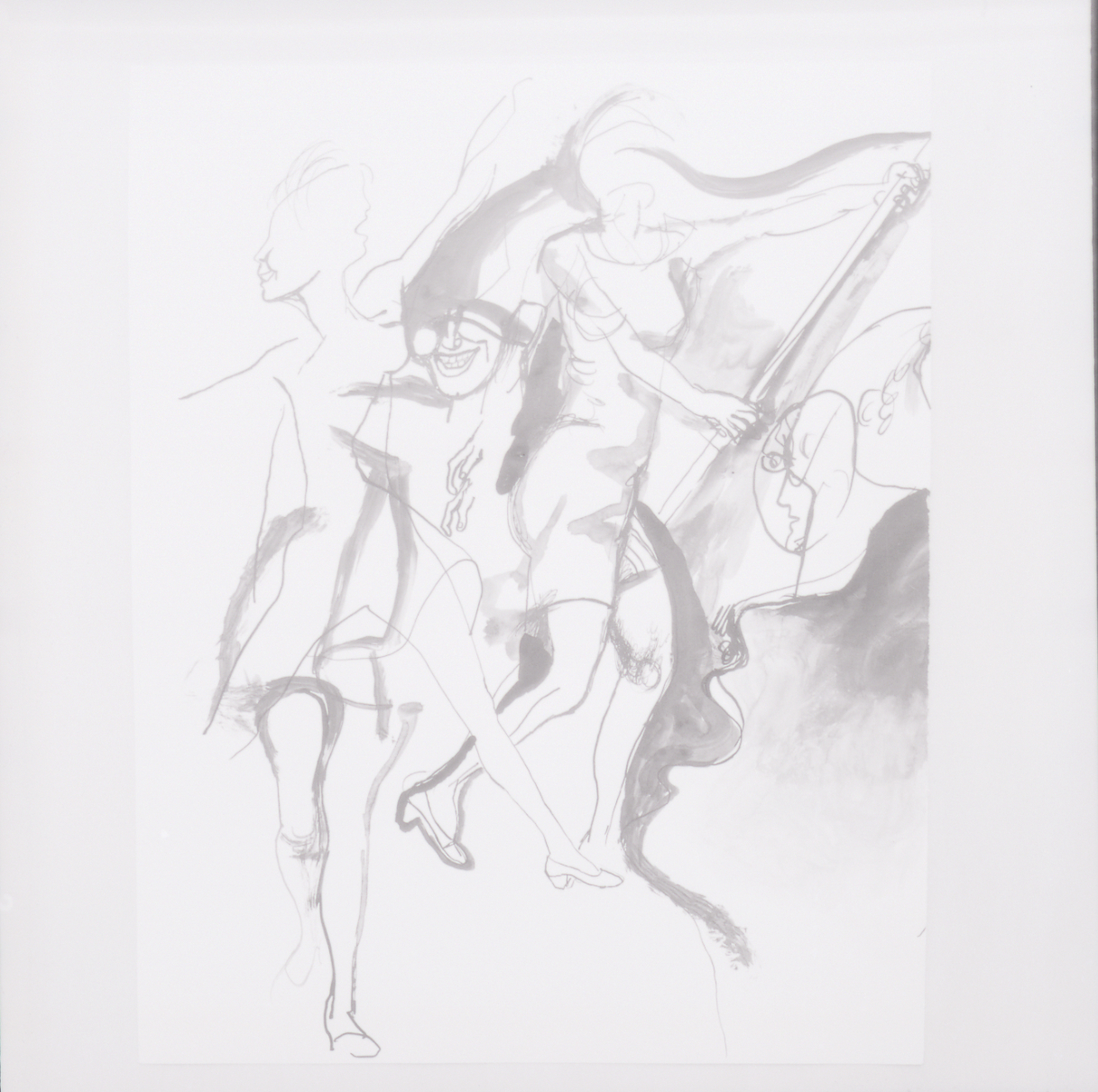

## Upamiętnienie
W setną rocznicę jego urodzin 19 grudnia w muzeum w jego rodzinnym mieście Bagheria otworzono wystawę „Guttuso. Człowiek i sztuka”.